# Марголин, Боб
Боб «Steady Rollin'» Марголин (англ. Bob «Steady Rollin' Margolin); род. 9 мая 1949, Бруклайн, Массачусетс, США — американский блюзовый гитарист, вокалист и автор песен. Лауреат Blues Music Awards в номинациях «Альбом акустического блюза» (2013, 2020), «Исполнитель традиционного блюза» (2017), «Блюзовый гитарист» (2005, 2008), номинант Blues Music Awards в номинациях «Блюзовый гитарист» (1996, 2006, 2017), «Исполнитель традиционного блюза» (2008, 2013), «Альбом традиционного блюза» (2004, 2017) и со своей группой Bob Margolin’s All Star Blues Band в номинации «Группа года» (2004). Лауреат премии Keeping the Blues Alive Awards 2013 года в номинации «Журналистика» . В составе групп Джуниора Уэллса и Мадди Уотерса получил номинации на премию Грэмми 1996 года .

## Биография
Родился в Массачусетсе в 1949 году. Начал осваивать гитару в 1964 году, слушая Чака Берри по радио и вскоре стал принимать участие в местных рок-группах. В 1967 году впервые записался в составе The Freeborne, бостонской психоделической группы. Вскоре Марголин открыл для себя Мадди Уотерса, коллегу Чака Берри по лейблу, что навсегда изменило его жизнь. С 1972 года Марголин выступал с Лютером «Джорджия Боем» Джонсоном, который играл в группе Мадди Уотерса с 1966 по 1972 годы, и который познакомил молодого музыканта с Мадди Уотерсом. В 1973 году, впечатлённый игрой Боба Марголина на гитаре и преданностью блюзу, Мадди Уотерс пригласил того в свою группу, фактически — учеником, поскольку в то же время к работе в группе Уотерса приступил Лютер «Гитар Джуниор» Джонсон. Со времене Марголин стал играть всё большую роль в группе, оставался там в течение семи лет, появившись на восьми официальных альбомах Уотерса (а также на многих европейских бутлегах) и отыграв сотни концертов с легендой блюза, включая выступление, записанное в фильме Последний вальс и выступление в Белом доме в 1978 году для президента Джимми Картера . Марголин многому научился непосредственно у Мадди Уотерса, включая патентованную Мадди технику игры на гитаре «delay-time» (игра за битом), технику перебора и слайда. «Благодаря учительству Мадди мы и теперь можем услышать игру слайдом точно в духе Мадди Уотерса, но абсолютно оригинальную, а не копию»  . 
В 1980 году решил покинуть группу Мадди Уотерса для сольной карьеры и основал собственную группу Bob Margolin’s All Star Blues Band. Первые два альбома, вышедшие на Powerhouse Label, были встречены хорошо, но не в полной мере раскрыли потенциал музыканта. Прорывом стал альбом 1993 года Down In The Alley, вышедший на Alligator Records. На Чикагском блюзовом фестивале 1994 года, который называется пиком карьеры музыканта, Марголин выступал как сам по себе, так и вместе с самыми разными артистами, включая Снуки Прайора и Джимми Роджерса. «Некоторые фанаты окрестили его фестивалем блюза Боба Марголина» . Следующий альбом My Blues & My Guitar ещё больше укрепил репутацию Марголина: «Используя слайд-звук Muddy Delta в качестве отправной точки, Марголин выдал яростные гитарные экскурсы, варьирующиеся от соло в стиле Чарли Крисчена до рок-музыки Чака Берри». Альбом принёс Марголину первую номинацию Blues Music Awards «Лучший блюзовый гитарист» (в дальнейшем признавался им дважды). 
С того времени Марголин постоянно гастролирует и регулярно записывается, как со своей группой, так и в коллаборации с другими музыкантами, среди них например Энн Рэбсон и Билли Бой Арнольд.   
Боб Марголин — музыкальный руководитель The Pinetop Perkins Workshop Experience, ежегодного образовательного семинара по блюзовой музыке, который проводится в Кларксдейле, штат Миссисипи, организованном The Pinetop Perkins Foundation. В рамках этого семинара профессиональные блюзовые музыканты со всего мира обучают молодёжь традициям блюзовой музыки и игре на инструментах.
Прозвище музыканта «Steady Rollin'», англ. букв. «стабильно катиться», которое дал музыканту в 1970-х один чикагский диджей , как и многое в блюзе, двусмысленно. Роберт Джонсон в своей песне употреблял его в значении «вертеться изо дня в день, напряжённо работать» . С другой стороны, применимо к музыке, это означает стабильность и плавность игры. Всё это может быть сказано о Марголине: кроме того, что он музыкант, ещё и «кропотливый историк, доскональный рубрикатор, буквоед в теории и архивариус фактологии, неутомимый публицист» . Боб Марголин — постоянный обозреватель журнала Blues Revue и владелец Steady Rollin' Records.
Живёт в Хай-Пойнте, Северная Каролина. 
Guitar Player: «И звонкие струны, и грязный слайд Марголина бурлят с интенсивностью, играет ли он медленный блюз, прорывается через шаффл или разрывает рокабилли… великолепно примитивный тон и грубый стиль игры на гитаре с крутым, вневременным ощущением» .
DownBeat: «Что выделяет Марголина среди остальных, так это то, как он интегрирует свою часто захватывающую игру на гитаре в блюзовый грув, который становится всё мощнее каждым прослушиванием… захватывающе» .
«Среди его достоинств — могучий электро-слайд, гитарный звук мощный и протяжный, густой и жгучий; и когда нота застывает в напряжении, в ней слышен живой пульс и бьется блюзовый ритм. Марголин завораживает слушателя, чередуя стремительные нотные пассажи с ошарашивающими слайдовыми раскатами» .
«Как руководитель группы, солист, автор песен, вокалист и востребованный сессионный музыкант, Марголин легко сочетает рок-н-ролл Чака Берри, глубокий чикагский блюз Мадди Уотерса и оригинальное написание песен, напоминающее о таких великих авторах, как Вилли Диксон и Моуз Эллисон. С его взрывной гитарной атакой он в равной степени способен играть душераздирающий слайд или джазовый свинг» .

## Дискография

### Альбомы
- The Old School (1989)
- Chicago Blues (1991)
- Down in the Alley (1993)
- My Blues & My Guitar (1995)
- Up & In (1997)
- Hold Me To It (1999)
- All-Star Blues Jam (2003) с Кэри Беллом, Муки Бриллом, Джимми Ди Лейном, Пайнтопом Перкинсом, Вилли Смитом, Хьюбертом Самлином
- In North Carolina (2007)
- Not Alone (2013) c Энн Рэбсон
- My Road (2016)
- Bob Margolin (2018)
- This Guitar and Tonight (2019)
- Star of Stage and Screens (2020)
- So Far[6] (2022) Боб Марголин & Боб Корритор

С Мадди Уотерсом
- "Unk" in Funk (Chess, 1974)
- The Muddy Waters Woodstock Album (Chess, 1975)
- Hard Again (Blue Sky, 1977)
- I'm Ready (Blue Sky, 1978)
- Muddy «Mississippi» Waters — Live (Blue Sky, 1979)
- King Bee (Blue Sky, 1981)

С Джонни Винтером
- Nothin' but the Blues (Blue Sky, 1977)